# Microdon chalybeus
Microdon chalybeus är en tvåvingeart som beskrevs av Ferguson 1926. Microdon chalybeus ingår i släktet myrblomflugor, och familjen blomflugor. Inga underarter finns listade i Catalogue of Life.